# Giuseppe Calcia
Giuseppe Calcia, noto anche con lo pseudonimo di Genovesino (Genova, ... – ...; fl. XVIII secolo), è stato un pittore italiano, attivo in Piemonte nel 1700.

## Attività
Calcia visse prevalentemente all'estero, tra le opere ricordate in Italia vi sono delle pale d'altare per chiese di Torino e Alessandria, tra cui un "San Domenico" e un "San Tommaso d'Aquino" per l'ordine dei frati predicatori domenicani.

## Dubbi sull'identità
Sebbene Giuseppe Calcia sia citato da vari studiosi della pittura italiana, alcuni autori pongono in dubbio la sua esistenza; in particolare Alessandro Baudi di Vesme, che scrive: "io credo v’abbia qualche equivoco e che l’esistenza di questo pittore Giuseppe Calcia abbia bisogno di venire dimostrata con prova documentaria" e Fiorenzo Baini, che propone un'interpretazione secondo la quale Giuseppe Calcia sia in realtà il pittore Giovanni Battista Calcia.